# 大尚镇
大尚镇是巴西伯南布哥州的一个市镇。总面积70平方公里，总人口19900人，人口密度284.3人/平方公里。